# Apertura numérica

La apertura numérica con respecto a un punto P depende del "ángulo-mitad",, del cono máximo de luz que puede entrar o salir de la lente y el índice de refracción ambiente. Cuando un rayo de luz pasa a través de un plano de vidrio, su "ángulo-mitad" cambia a. Debido a la ley de Snell, la apertura numérica sigue siendo la misma:.

En óptica, la apertura numérica (AN) de un sistema óptico es un número adimensional que caracteriza el rango de ángulos para los cuales el sistema acepta luz. Recíprocamente, también está relacionado con el ángulo de salida del sistema. No hay definición exacta del término ya que esta varía según las diferentes áreas de la óptica.

## Óptica general

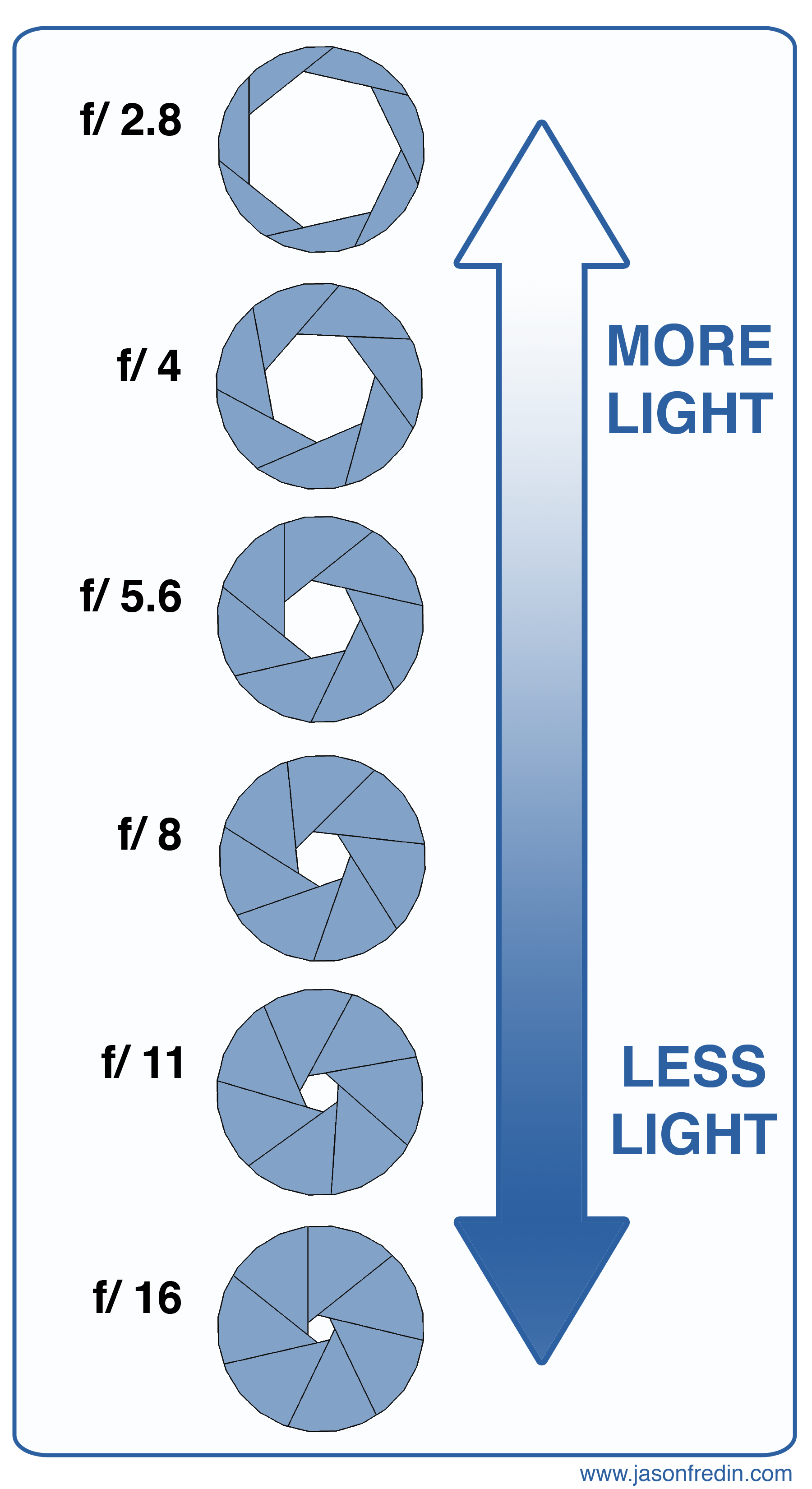
Grafica del estandar

En la mayor parte de las áreas de la óptica, especialmente en microscopía, la apertura numérica de un sistema óptico tal como una lente queda definido por la siguiente ecuación:
{\displaystyle \mathrm {AN} =n\sin \theta \;}
donde n es el índice de refracción del medio en el que la lente se encuentra (1 para el aire, 1,33 para el agua pura, y hasta 1,56 para algunos aceites), y θ es la mitad del ángulo de aceptancia máximo que puede entrar o salir de la lente. La AN se mide generalmente con respecto a un objeto o a un punto de una imagen y varía con la posición del punto.
En microscopía, la apertura numérica es importante porque indica el poder de resolución de una lente. El tamaño del detalle más pequeño que puede ser visualizado es proporcional a λ/AN, donde λ es la longitud de onda de la luz empleada. Una lente con una apertura numérica grande será capaz de visualizar más detalles que una lente con una apertura numérica más baja no podrá. Además, las lentes con aperturas numéricas grandes aceptan más luz y dan una imagen más brillante.
La apertura numérica es una medida del diámetro de la apertura comparada con la distancia focal. En fotografía, esta relación viene dada habitualmente con el número f, f/#, que para una lente delgada enfocando a un objeto en el infinito vale
{\displaystyle f/\#={\frac {1}{2\,\mathrm {AN} }}}

## Física de los láseres
En la física de los láseres, la apertura numérica se define de una forma ligeramente diferente. Los haces del láser divergen mientras se propagan, aunque muy lentamente. Lejos de la parte más estrecha del haz, la dispersión aumenta linealmente con la distancia — el haz del láser forma un cono de luz. La misma relación nos da la apertura numérica
{\displaystyle \mathrm {AN} =n\sin \theta \;}
pero θ se define de forma diferente a como se hacía antes. Los haces láser no suelen tener bordes abruptos como el cono de luz que pasa por una lente. En los láseres, la irradiancia decae gradualmente según nos vamos alejando del centro del haz. El perfil de decaimiento es típicamente Gaussiano. Los físicos de láseres llaman θ a la divergencia del haz: más allá de λ/4, el ángulo entre la dirección de propagación y el ángulo para el cual la irradiancia cae a 1/e2 veces la irradiancia máxima. La AN de un haz láser Gaussiano está relacionada con la mancha de spot mínima con la siguiente expresión
{\displaystyle \mathrm {AN} \simeq {\frac {2\lambda }{n\pi D}}}
donde λ es la longitud de onda de la luz, y D es el diámetro del haz láser en su punto más estrecho, medido entre los puntos de irradiancia 1/e2 veces la irradiancia máxima. Nótese que esta expresión implica que un haz láser que enfoca con una mancha de spot pequeña divergirá rápidamente según se mueve del foco, mientras que a un haz láser muy ancho no le ocurrirá.

## Fibra óptica
Ángulo de Aceptancia: es el máximo ángulo en el cual el rayo de luz incidente es atrapado por las paredes de la fibra. En este caso el rayo de luz se refleja totalmente en el recubrimiento de la misma, por lo que el ángulo de transmisión, sobre el recubrimiento de la fibra, es 90°.
Las fibras ópticas monomodo sólo guían la luz que entra en la fibra dentro de un determinado cono de aceptancia. La mitad del ángulo de este cono es el ángulo de aceptancia, θmax. Para fibras con perfil de salto de índice multimodo, este ángulo de aceptancia viene determinado por la siguiente expresión
{\displaystyle n\sin \theta _{max}={\sqrt {n_{n}^{2}-n_{c}^{2}}}}
donde nn es el índice de refracción del núcleo de la fibra, y nc es el índice de refracción de la cubierta.
Debido al gran parecido de esta expresión con las definiciones de AN de otras áreas de la óptica, es habitual llamar así al término de la derecha de la ecuación anterior, definiendo finalmente la apertura numérica de una fibra como
{\displaystyle \mathrm {AN} \equiv {\sqrt {n_{n}^{2}-n_{c}^{2}}}},
donde nn es el índice de refracción del eje central de la fibra. Nótese que cuando se usa esta definición, la relación entre la apertura numérica y el ángulo de aceptancia es una mera aproximación. En particular, los fabricantes suelen dar la AN para fibras monomodo basándose en esta expresión, aunque para este tipo de fibras el ángulo de aceptancia es algo diferente y no depende solamente de los índices de refracción de núcleo y cubierta.